# Nicolás Hueto
Nicolás Hueto (22 de junio de 1972 en Buenos Aires), es un reportero y periodista deportivo argentino. 

## Biografía
Sus primeros trabajos fueron en Canal 13 como asistente de producción en programas de interés general como 360, todo para ver, Gasalla en la tele, Causa Común y Teleshow. Fueron seis años en esa empresa, en los que pudo cubrir importantes eventos deportivos como el Mundial de Francia 98 y la Copa Intercontinental 2000 entre Boca Juniors y Real Madrid, donde tomó la experiencia suficiente para sumarse al año siguiente al equipo de SportsCenter.

## En ESPN
Nicolás Hueto ingresó al plantel de SportsCenter como visualizador en videoteca y asistente de producción en operaciones, pero meses más tarde pasó definitivamente a integrar el plantel estable de reporteros de exteriores para el noticiero. En esta función se ha especializado en los temas relacionados con el fútbol, con coberturas en el Mundial de Alemania 2006, Sudáfrica 2010, Brasil 2014 y Rusia 2018; Eliminatorias mundialistas,Copa Confederaciones Rusia 2017, Mundial Sub-20 2011 y 2015, Juegos Panamericanos 2011, Juegos Olímpicos 2012. Instancias decisivas de las Copas Libertadores y Copas Sudamericanas, Mundial de clubes y Copa Argentina.

## Trayectoria académica
Si bien es Licenciado en Administración de Empresas de la Universidad de Belgrano, Nicolás se inclinó después por el periodismo deportivo, recibiéndose en la Escuela de Periodismo dirigida por Quique Wolff, además de cursar Producción de TV en el ISER.